# Serguéi Kravtsov (político)
Serguéi Sergéyevich Kravtsov (en ruso: Серге́й Серге́евич Кравцо́в; Moscú, Unión Soviética, 17 de marzo de 1974) es un político ruso que desde el 21 de enero de 2020 se desempeña como ministro de Educación. Así mismo es Doctor en Educación (2007), Profesor Asociado, consejero de Estado de la Federación Rusa (2013) y entre el 8 de agosto de 2013 al 21 de enero de 2020 ejerció como jefe del Servicio Federal de Supervisión de Educación y Ciencia (Rosobrnadzor).

## Biografía
Serguéi Kravtsov nació el 17 de marzo de 1974 en Moscú en la Unión Soviética. En 1996, se graduó con honores en la Universidad Estatal Pedagógica Abierta de Moscú (desde 2006 llamada Universidad Estatal de Humanidades Sholokhov de Moscú, en 2015 se fusionó con la Universidad Pedagógica Estatal de Moscú) con un título de «profesor de matemáticas e informática». Entre 1994 y 1996 trabajó como profesor de matemáticas en la Escuela n.º 176 de Moscú.
De 1997 a 2002 trabajó en el Instituto de Gestión Educativa de la Academia Rusa de Educación, donde ocupó los cargos de investigador júnior, Investigador, investigador sénior y jefe de laboratorio. En 1999 defendió su tesis «Metodología para la realización de clases con alumnos rezagados en matemáticas utilizando tecnología multimedia». En 2000 se graduó en el Instituto Estatal de Relaciones Internacionales de Moscú con un título en gobierno estatal y municipal con conocimiento en un idioma extranjero.
En 2002 comenzó a trabajar en el Ministerio de Educación de Rusia. De 2004 a 2008 fue asistente de Viktor Bolotov jefe del Servicio Federal de Supervisión en Educación y Ciencia En 2007 defendió su tesis para obtener el título de Doctor en Ciencias Pedagógicas sobre el tema «Teoría y práctica de la organización de la formación especializada en las escuelas de la Federación Rusa» en el Instituto de Contenidos y Métodos de Educación de la Academia Rusa de Educación.
En 2008 fue nombrado director de la Institución del Estado Federal Centro de Pruebas Federales, que estaba desarrollando el procedimiento para realizar el Examen de Estado Unificado. En 2009, dirigió el Instituto de Gestión Educativa de la Academia Rusa de Educación.
En abril de 2011 fue nombrado director del Departamento de Desarrollo Regional del Ministerio de Educación y Ciencia; también en 2011 actuó como rector de la institución estatal federal Academia de Estudios Superiores y Reciclaje Profesional de los Trabajadores de la Educación. En julio de 2012 fue nombrado director del Departamento de Gestión de Programas y Procedimientos de Concurso del Ministerio de Educación y Ciencia.
El 8 de agosto de 2013, por orden del Gobierno de la Federación de Rusia, fue designado para el cargo de jefe del Servicio Federal de Supervisión de Educación y Ciencia (Rosobrnadzor; un organismo ejecutivo federal que supervisa la educación y la ciencia), reemplazando a Iván Muravyov en este puesto. Del 28 de octubre de 2017 al 24 de mayo de 2018, se desempeñó como viceministro de Educación y Ciencia y jefe de Rosobrnadzor. (durante este período, el servicio estuvo bajo la jurisdicción del Ministerio de Educación y la Ciencia). El 15 de mayo de 2018, cuando se realizó una reorganización de algunos órganos ejecutivos federales, Rosobrnadzor quedó directamente subordinado al gobierno de la Federación de Rusia, y el Ministerio de Educación y Ciencia se dividió entre el Ministerio de Educación y el Ministerio de Ciencia y Educación Superior. El 24 de mayo de 2018 fue nuevamente nombrado jefe de Rosobrnadzor.
El 21 de enero de 2020, por decreto presidencial, fue designado ministro de Educación de la Federación de Rusia en el Gabinete del primer ministro Mijaíl Mishustin.
El 4 de diciembre de 2021 se unió al Consejo General del partido Rusia Unida, su candidatura fue aprobada por votación en el congreso del partido como parte de la rotación de los órganos de gobierno. En la misma reunión, recibió la tarjeta de miembro del partido.
En junio de 2022, Ucrania impuso sanciones personales a Kravtsov como miembro del gobierno ruso debido a la invasión rusa de Ucrania.

## Familia
Está casado y tiene un hijo y una hija. Su padre es ingeniero, trabajó en el proyecto del transbordador espacial Energía/Burán. Su madre es maestra, editora en jefe de la revista Informatics at School.

## Premios y reconocimientos
- Agradecimiento del Gobierno de la Federación Rusa (6 de abril de 2016) - «por una contribución significativa al desarrollo del sistema para evaluar la calidad de la educación doméstica, mejorando los mecanismos para realizar un examen estatal unificado objetivo»[13]
- Trabajador Honorario de la Educación Profesional Superior de la Federación de Rusia;[14]
- Diploma del Ministerio de Educación y Ciencia de la Federación Rusa;[14]
- Medalla por el Honor y el Coraje (óblast de Kémerovo; 2015);[15]
- Premio de la Federación de Comunidades Judías de Rusia en la categoría de Estadistas (2021) - «por apoyar las tradiciones nacionales y culturales de los pueblos de Rusia en el sistema de educación general»[16]